# 田万川
田万川（たまがわ）は、山口県萩市を流れる二級河川。旧田万川町域の中心河川である。支流を含む水系全体の流域には、隣接する阿武郡阿武町も含まれる。

## 地理
萩市と阿武町の境、白須川とを隔てる三角点に源を発し、東に位置する犬鳴山との谷間を南流する。水源部は渓谷であるが流れは緩やかであり、楢木川を合わせるとすぐに平坦な盆地へ出て東へ流れる。弥冨集落を貫流して多くの支流を集めると、次第に火山地形豊富な崖地へと進む。蛇行しながら北へと向きを変え、鈴野川・原中川・大山田川などを合わせて流量を増やしてゆく。両岸は急な崖や河岸段丘が目立ち、浸食作用が強い。丸山川を合わせると河口付近に入るがやはり両岸は丘地であり、平野部がほとんど無い。湊大橋を越えると間もなく日本海へ注ぐ。
本流はほぼ全区間が二級河川に指定されている。田万川水系の二級河川指定河川は、本流を含めると15本ある。
河口付近の川沿いにはゴルフ場、田万川キャンプ場や田万川温泉などの施設があり、川釣り以外にも隣接する瀬越海水浴場（須潟・湊海水浴場）などでのアウトドア活動に定評がある。春先から晩秋にかけて、メジナ、キス、チヌ、小アジ、イワシ、ボラ、サヨリ、カレイなどが集まる。また中流部ではホタルが有名であり、毎年6月から7月にかけて新田添橋では多くの人が観賞に集まる。支流の鈴野川流域では、6月中旬に「鈴野川ほたる祭り」も行われる。

### 田万川カルデラ
田万川流域は阿武火山群の一つ、伊良尾山の古代における火山活動によって形成されたカルデラ構造にあり、田万川カルデラ（あるいは田万川コールドロン）と呼ばれる。長径4km・短径7kmの楕円形の輪郭を持つ。流域には火山帯ならではの地形が随所に残っている。
田万川カルデラの活動は始新世から漸新世にかけて始まっており、約3000万年前までの火山の噴火によりマグマ溜りが落ち込んで形成された。その後約200万年前から更なる阿武火山群の噴火活動が始まり、約30万年前に伊良尾山が噴火した。これにより大量の溶岩が弥富付近から田万川の渓谷を下流へと流れてゆき、上小川・中小川地区に形成されていたカルデラへと溜まっていった。田万川上流域は溶岩によって埋め立てられ平坦な盆地状地形と変貌した。形成時期の古さゆえに、このような伊良尾山噴火等によってカルデラ地形が原型を留めなくなったことから「コールドロン」として区別する向きもある。
藤木・上田原付近では両岸に玄武岩の柱状節理、そして河川敷に亀甲上の石畳が広がり「畳が淵」と呼ばれる名所となっている。また上小川・田添地区では1991年（平成3年）の農道の開削中に表出した玄武岩の柱状節理に地元の中学生が「龍鱗峡」と命名し、新たな名所となった。「田万川の柱状節理と水中自破砕溶岩」として、山口県の天然記念物に指定されている。

## 治水

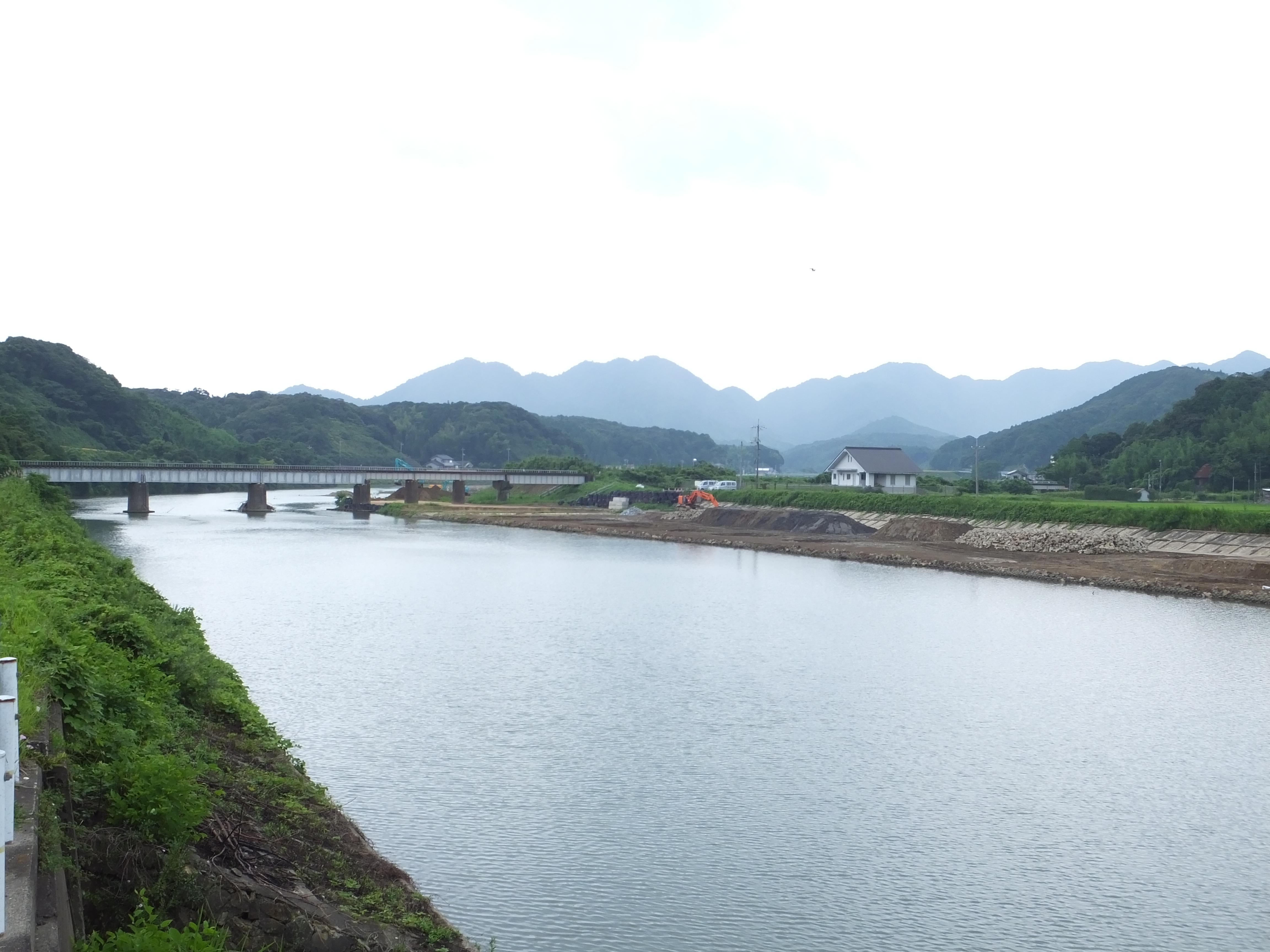
河川改修中の田万川（須潟橋より上流方）

2013年（平成25年）7月28日、山陰地方西部で昭和58年7月豪雨を越える局地的な集中豪雨が発生し、流域では日雨量378mm・最大時間雨量112mmを観測した。堤防が決壊し、水田や宅地の冠水（床上浸水205戸・床下浸水75戸）、道路橋の流出などの被害が出て、周辺の阿武川、須佐川などとともに急を要する対策が求められた。だが災害復旧助成のみでは不十分とされたため、支流上流部の流下能力向上とともにそれに対応しうる中下流部の抜本的な改修事業が決定された。対象は田万川（原中川合流部より下流）及び原中川・大江後川の3河川約16kmにわたり、災害関連事業・広域河川改修事業等を組み合わせて実施する。内容は河道拡幅・掘削や橋の架け替え、堤防・護岸の増強など。2013年（平成25年）度に着工され、全体の事業期間は2022年（令和4年）度までが予定されている。

## 支流
上流より掲載、太字は二級河川
- 楢木川
- 田別当川
- 見坂川
- 及谷川
- 加々谷川
- 鈴野川
  - 八保川
  - 芦谷川
  - 桑瀬谷川
- 原中川
  - 梅ノ木川
  - 大江後川
    - 谷迫川
      - 岩屋川

    - 市丸川

  - 宇谷川
- 弥谷川
- 大浴川
- 大山田川
  - 保田川
    - 鳥の浴川
- 丸山川
  - 大道川
- 瀬尻川
- 松崎川
- 稗田川
- 市味川

## 主な橋
上流より掲載
- 上山谷橋 - 国道315号
- 下山谷橋 - 国道315号
- 河内下橋 - 国道315号
- 河内中橋 - 国道315号
- 河内上橋 - 国道315号
- 古里橋

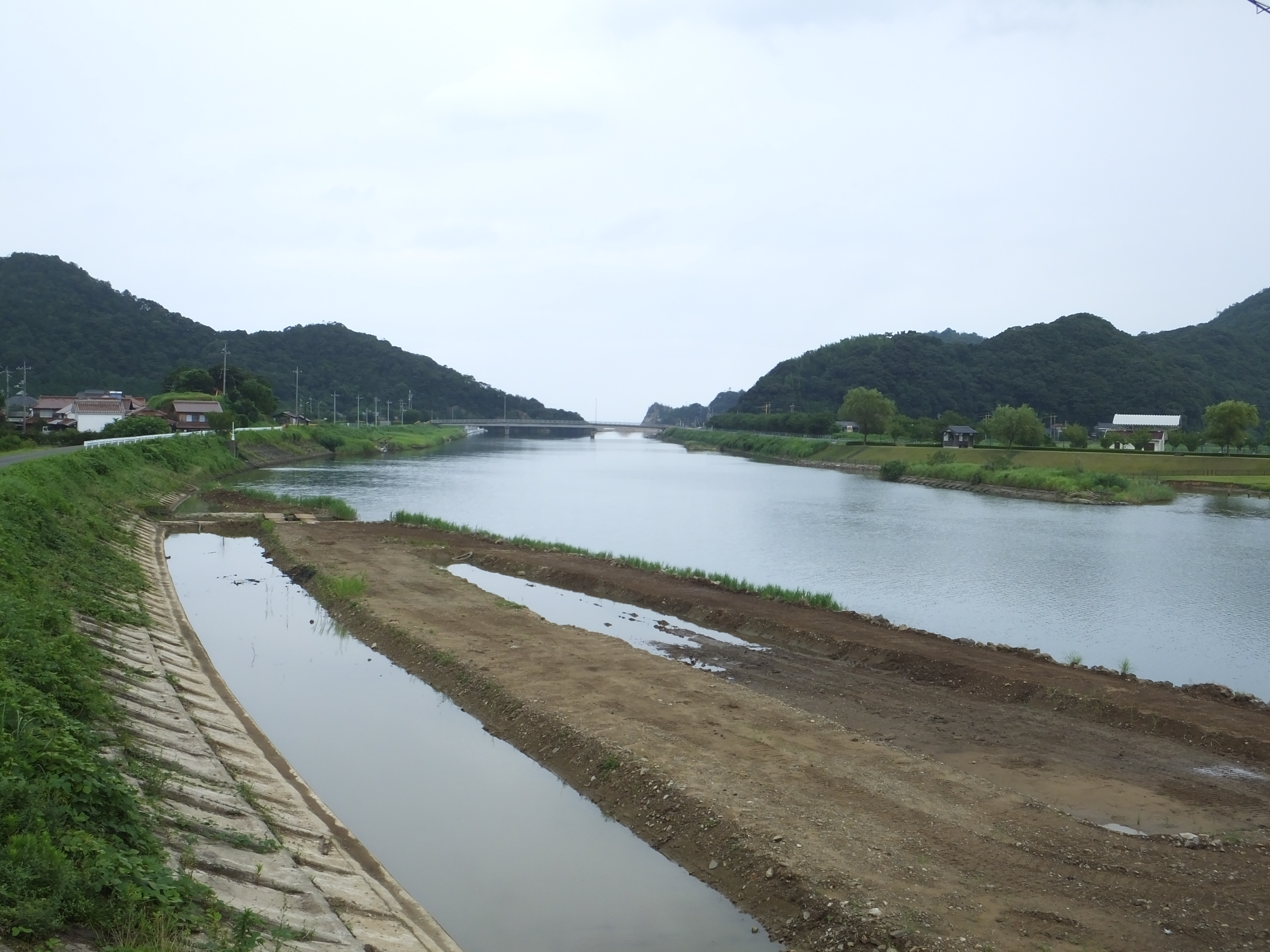
河口付近、奥に湊大橋（須潟橋より下流方）

- 山の神橋 - 島根県道・山口県道124号津和野須佐線
- 落山橋 - 島根県道・山口県道124号津和野須佐線
- 行成橋
- 城ヶ谷橋 - 島根県道・山口県道124号津和野須佐線
- 新城ヶ谷橋 - 島根県道・山口県道14号益田阿武線、島根県道・山口県道124号津和野須佐線
- 大田橋
- 新市上橋 - 島根県道・山口県道14号益田阿武線、島根県道・山口県道124号津和野須佐線
- 市上橋 - 島根県道・山口県道14号益田阿武線、島根県道・山口県道124号津和野須佐線
- 及谷橋
- ○○橋
- 藤木橋
- ○○橋 - 島根県道・山口県道124号津和野須佐線
- 新田添橋
- 田添橋 - 山口県道306号弥富小川線
- 神田橋
- 山野橋
- 横畠橋
- 大倉橋
- 高岩橋 - 島根県道・山口県道14号益田阿武線
- 炭久保橋
- 岡平橋
- 吉ヶ原橋
- 宇のす橋
- 椿橋 - 山口県道304号江崎停車場線
- JR山陰本線橋梁
- 須潟橋 - 国道191号（北浦街道）
- 湊大橋

## 参考資料
- 防長の自然学散歩 - 17　「北長門のカルデラと火山露頭」（佐波の里山サポートネット）
- 田万川だより創刊号（山口県萩土木建築事務所）